# Rclone
rclone es una aplicación libre para sistemas de tipo Unix y Microsoft Windows. Se trata de una herramienta en línea de comando para sincronizar archivos y directorios desde la computadora con los proveedores más importantes de alojamiento de contenidos en la nube. También permite efectuar copias dentro de nuestro propio sistema de archivos. Está escrito en el lenguaje de programación Go
El programa se basa en la utilidad rsync

## Servicios de Almacenamiento Soportados
Algunos de los servicios en la nube más importantes soportados por Rclone son: Amazon Drive, Amazon S3, Box, Dropbox, Google Cloud Storage, Google Drive, Hubic, Mega, Microsoft OneDrive, Nextcloud, OpenDrive, Oracle Cloud Storage, ownClowd, pCloud, QingCloud Object Storage, Webdav, Yandex Disk

## Utilización
Para crear, editar o eliminar un dispositivo remoto, es necesario utilizar la siguiente orden
```
rclone config

```

Se entra a una sesión interactiva, si no se ha creado ningún dispositivo remoto previamente la salida en la terminal sería:
```
~ >>> rclone config                                                                                                         
No remotes found - make a new one
n) New remote
s) Set configuration password
q) Quit config
n/s/q> 
~ >>>

```

Si en el caso anterior se crea un dispositivo remoto llamado "pcloud" y se ejecuta nuevamente la orden rclone config, la salida en pantalla sería la siguiente:
```
~ >>> rclone config                                                                                                         
Current remotes:
 
Name                 Type
====                 ====
pcloud               pcloud
 
e) Edit existing remote
n) New remote
d) Delete remote
r) Rename remote
c) Copy remote
s) Set configuration password
q) Quit config
e/n/d/r/c/s/q> 
~ >>>

```

En los siguientes tres ejemplos, "remote" es el nombre que el usuario le dio al dispositivo remoto al configurarlo
```
rclone ls remote:path # lista los archivos de un dispositivo remoto
rclone copy /local/path remote:path # copia /local/path a remote
rclone sync /local/path remote:path # syncs /local/path a remote<REF>[https://rclone.org/docs Configuración de rclone]</REF>

```

## Comandos más usados
- rclone config - crear, editar o eliminar un dispositivo remoto.
- rclone copy - Copiar archivos del origen al destino.
- rclone sync - Sincronizar archivos, modificando el destino únicamente.
- rclone move - Copiar archivos del origen al destino.
- rclone delete - Borrar archivos.
- rclone purge - Borrar todo el contenido de la carpeta.
- rclone mkdir - Crear una carpeta si no existe.
- rclone rmdir - Borrar una carpeta.
- rclone rmdirs - Borrar carpetas vacías.
- rclone check - Comprueba si los archivos en el origen y destino coinciden.
- rclone ls - Lista todos los archivos.
- rclone lsd - Lista todas las carpetas y contenedores.
- rclone size - Devuelve el tamaño y el n.º de objetos.
- rclone version - Muestra el n.º de versión.
- rclone authorize - Autorización remota.
- rclone cat - Concatena archivos y los envía a la salida estándar.
- rclone copyto - Copiar archivos del origen al destino, exceptuando los ya copiados.
- rclone listremotes - Lista todos los dispositivos remotos.
- rclone moveto - Mueve archivos o carpetas desde el origen al destino.
- rclone about - Devuelve información sobre el dispositivo remoto.